# Pyrmont Bridge
Pyrmont Bridge je otáčivý most přes zátoku Cockle Bay v Darling Harbouru v australském Sydney.
Základní kámen mostu byl položen 6. prosince 1899 E. W. O'Sullivanem, pro provoz byl most otevřen 28. června 1902 guvernérem Nového Jižního Walesu Sirem Harrym Holdsworthem Rawsonem.
Architektem byl Percy Allan. Otáčivá část mostu je jedna z největších na světě a jako jedna z prvních je poháněna elektřinou. Organizace Engineers Australia ho vyhlásila za národní technickou památku.
Most byl pro automobilový provoz uzavřen v 80. letech 20. století a byl znovuotevřen pro pěší jako součást revitalizace oblasti Darling Harbouru jako odpočinkové pěší zóny. Nyní také nese dráhu monorailu, která vede z Darling Harbouru do centra Sydney.

## Galerie

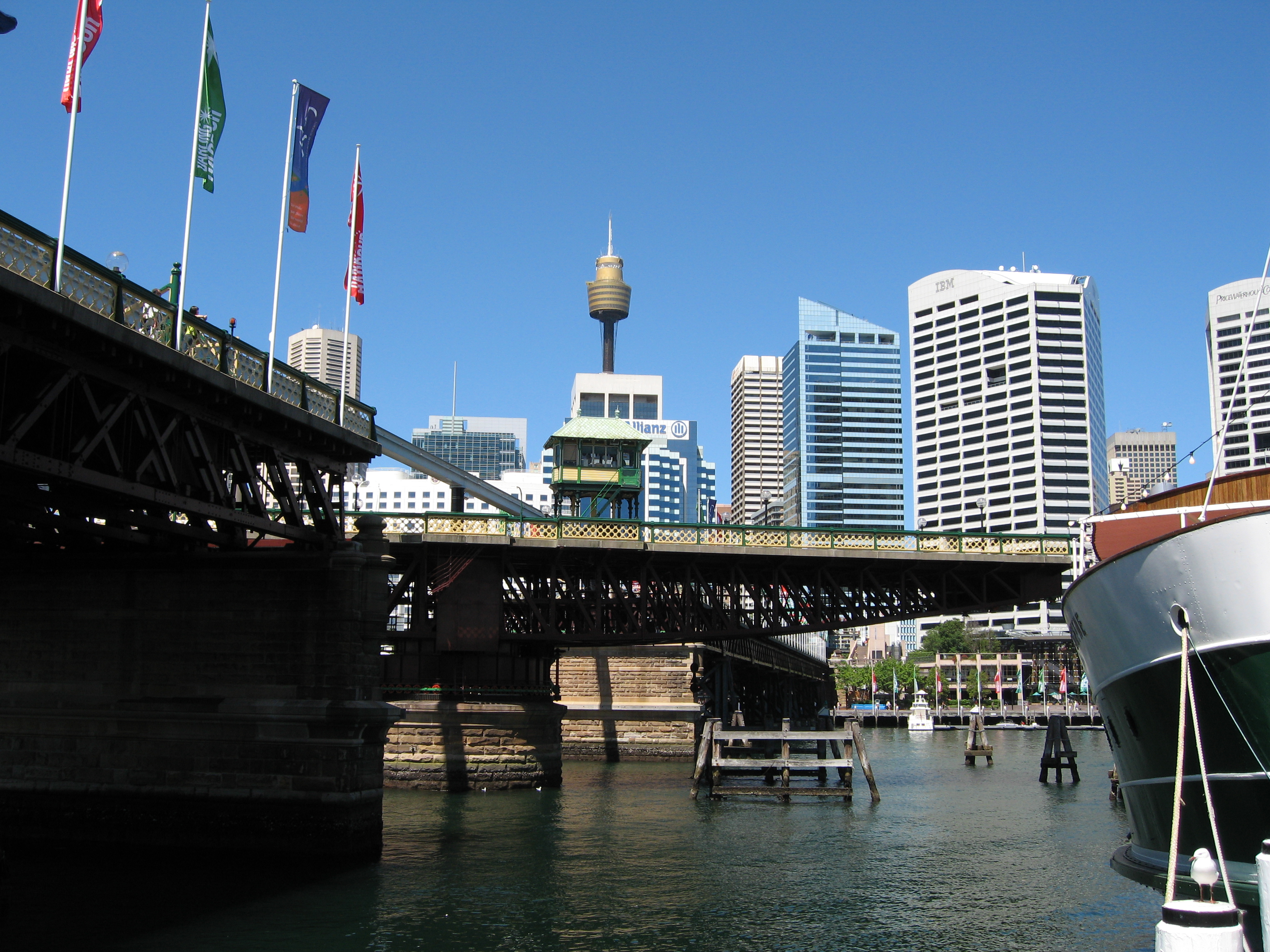
Napůl otočený Pyrmont Bridge
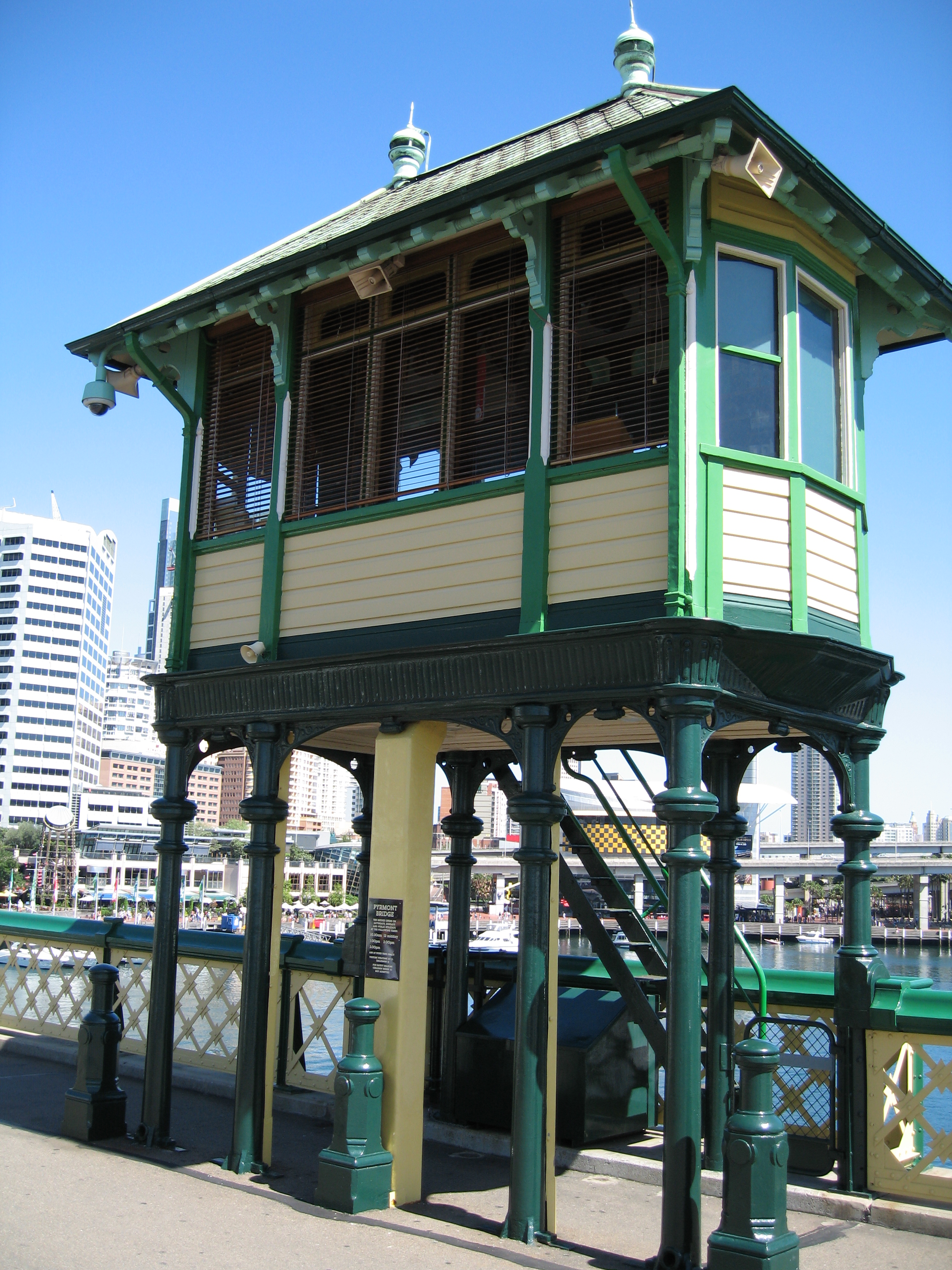
Otáčení je ovládáno z věže v prostředku mostu
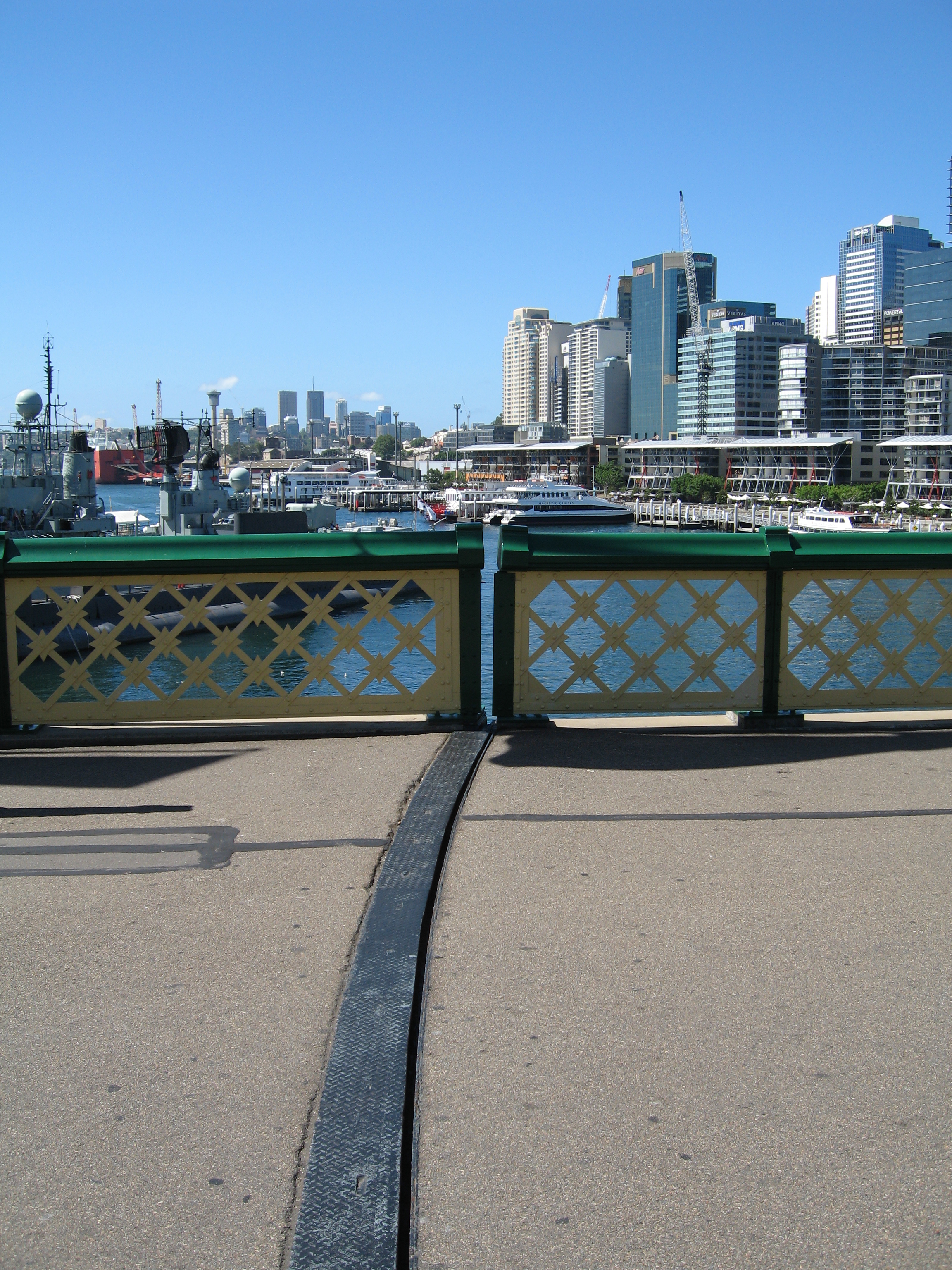
Konec částí mostu, tvarovaný do oblouku
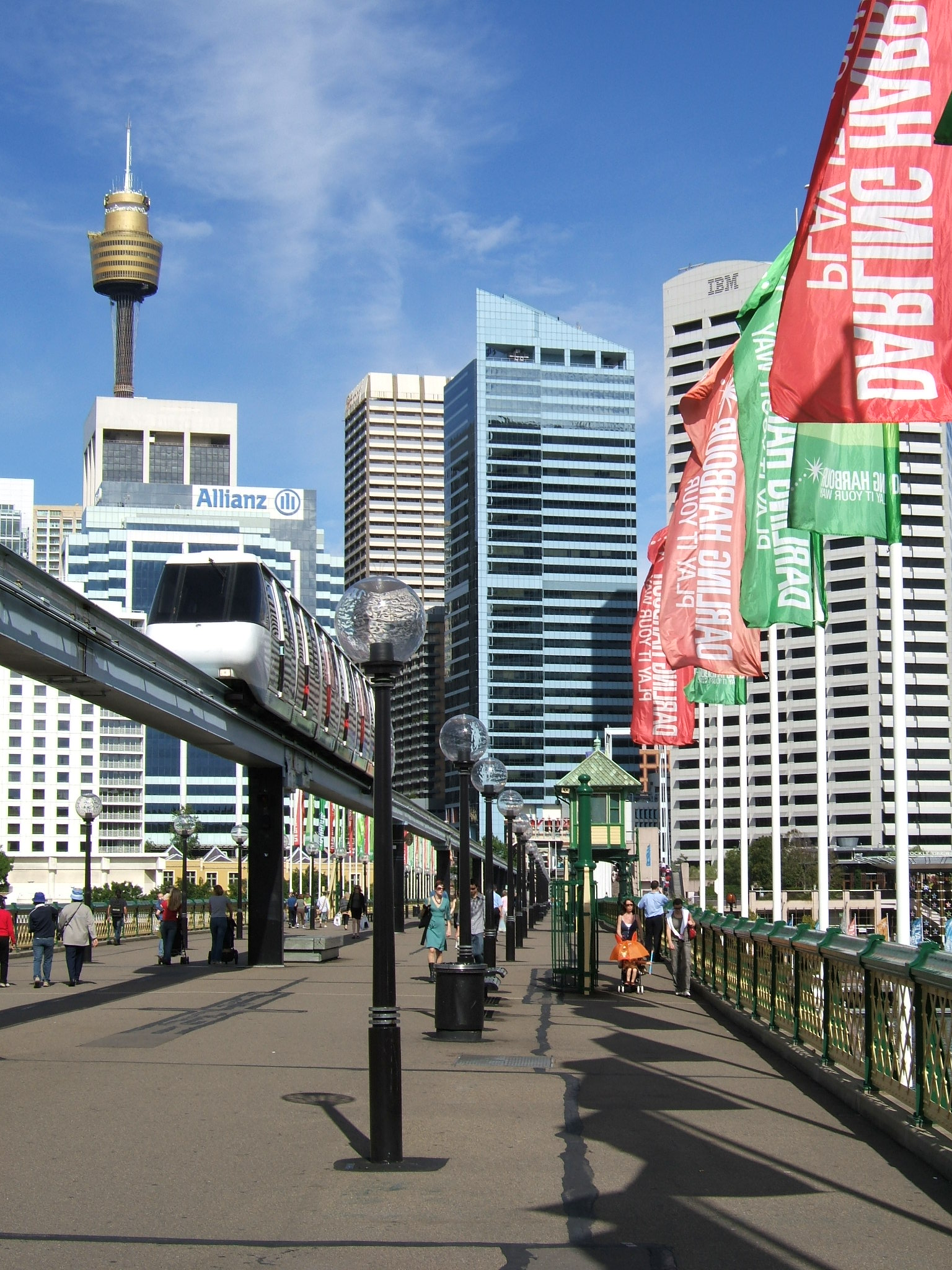
Pyrmont Bridge dnes (s vozem monorailu)